# 吉見元頼
吉見 元頼（よしみ もとより）は、安土桃山時代の武将。毛利氏の家臣。父は石見国鹿足郡津和野の三本松城を本拠とした国人・吉見広頼。

## 生涯
天正3年（1575年）、石見国鹿足郡津和野の三本松城を本拠とした国人・吉見広頼の嫡男として誕生。吉川元春の娘（吉川広家の妹）である雪岩秀梅を正室とした。
天正20年（1592年）4月から始まる文禄の役では病の父・広頼に代わり、元頼が出陣。元頼は出陣にあたって、重臣の下瀬頼直に命じて陣中日記を記させており、この陣中日記によって吉見軍の動向が窺える。
元頼らは3月8日に津和野を出陣し、長門国阿武郡萩の指月城、周防国吉敷郡山口を通って関門海峡を渡り、4月13日に肥前国名護屋に到着。姉・矢野局の夫である毛利元康の部隊に属して4月18日に呼子浦を出港し、壱岐国と対馬国を経て、5月3日に釜山に上陸した。
上陸以降、朝鮮半島各地を転戦し、文禄2年（1593年）1月26日の碧蹄館の戦いでは追撃戦で活躍し、自ら首一つを挙げ、吉見氏家臣らも40余りの首級を挙げた。これに対し、輝元は同年6月3日付で元頼の武功を賞する書状を送っている。また、『吉見家譜』では元頼の碧蹄館での武功について「勲功抜群也」と記している。
同年3月8日、漢城に在陣中の元頼のもとへ、津和野から吉見氏家臣の野村善三郎と波多野弥左衛門らが到着し、前年の文禄元年（1592年）11月18日に元頼正室の雪岩秀梅が死去したと報じた。下瀬頼直は陣中日記において、元頼が訃報を受けた際の様子を「公私仰天し、殊の外泣涕こがれ、御嘆きの事限りなし。雨少し降り候」と記している。元頼は正室の追善として、家臣5人と共に「南無阿弥陀仏」の6字（なむあみたふ）をそれぞれ文頭に用いた歌を詠み、元頼は「あ」を用いて「あわれたゝ 消にしあとの おもひ草 涙の袖を いつかはれまし」と詠んだ。4月2日には明との講和交渉が始まったことで毛利軍にも帰国命令が出され、下瀬頼直の陣中日記の記述も、4月7日に漢城で釜山への退陣命令を受けた記述をもって終了している。
その後、翌年の文禄3年（1594年）5月中旬に津和野へ帰還したが、元頼は長きに渡る出陣によって体調を崩していた。そこで、同年5月25日に元頼の養生のために三本松城で猿楽能の興行が催され、元頼は見物を楽しんでいたが、見物半ばで病状が悪化し、6月4日に死去した。享年20。津和野の永明寺に葬られたが、現在は墓の所在が不明となっているという。
元頼の死に伴い、吉見氏の家督は弟の広行（後の広長）が継いだ。